# Underground X: Demos
Underground X: Demos — conocido también como LP Underground X: Demos — es el duodécimo EP de la banda estadounidense Linkin Park, publicado en 4 de noviembre de 2010 por Machine Shop Records

## Disco
LP Underground, LP Underground X: Demos contiene ocho demos que fueron lanzados anteriormente por el grupo, incluyendo una primera versión instrumental de la canción «Points of Authority»(que aparece en el primer álbum de estudio de Hybrid Theory) con la adición de un remix de Lo que he hecho hecha por el rapero Mike Shinoda y originalmente lanzado como el b-side del sencillo Bleed It Outt y de la canción Pretend to Be, lanzado inicialmente en la colección A Decade Underground.

## Lista de canciones
| Underground X: Demos |                                             |          |  |
| N.º                  | Título                                      | Duración |  |
| 1.                   | «Unfortunate» (Unreleased Demo 2002)        | 2:06     |  |
| 2.                   | «What We Don't Know» (Unreleased Demo 2007) | 3:39     |  |
| 3.                   | «Oh No» (Points of Authority Demo 1998)     | 2:05     |  |
| 4.                   | «I Have Not Begun» (Unreleased Demo 2009)   | 3:06     |  |
| 5.                   | «Pale» (Unreleased Demo 2006)               | 5:00     |  |
| 6.                   | «Pretend to Be» (Unreleased Demo 2008)      | 3:56     |  |
| 7.                   | «Divided» (Unreleased Demo 2005)            | 3:39     |  |
| 8.                   | «What I've Done» (M. Shinoda Remix)         | 3:40     |  |
| 9.                   | «Coal» (Unreleased Demo 1997)               | 3:38     |  |
| 10.                  | «Halo» (Unreleased Demo 2002)               | 3:42     |  |
| 34:31                |                                             |          |  |

## Personal

### Banda
- Chester Bennington — voz (canciones 2, 6 y 8)
- Mike Shinoda — rapping (canción 4), coro (canciones 2 y 6), piano, guitarra, teclado
- Brad Delson — guitarra
- Phoenix — bajo
- Rob Bourdon — batería
- Joe Hahn — turntablism, sampler

### Producción
- Don Gilmore, Linkin Park — producción (canciones 1 y 10)
- Rick Rubin — producción (canciones 2, 4, 5, 6 y 7)
- Mike Shinoda — producción (canciones 2, 4, 5, 6, 7 y 9)
- Mike Bozzi — mastering